# Yuhina
Yuhina – rodzaj ptaków z rodziny szlarników (Zosteropidae).

## Zasięg występowania
Rodzaj obejmuje gatunki występujące w orientalnej Azji.

## Morfologia
Długość ciała 9–18 cm; masa ciała 8–26 g.

## Systematyka

### Etymologia
Yuhina: nepalska nazwa Yuhin dla czupurnika plamkogardłego.

### Podział systematyczny
Do rodzaju należą następujące gatunki:
- Yuhina brunneiceps Ogilvie-Grant, 1906 – czupurnik białolicy
- Yuhina nigrimenta Blyth, 1845 – czupurnik czarnobrody
- Yuhina gularis Hodgson, 1836 – czupurnik plamkogardły
- Yuhina occipitalis Hodgson, 1836 – czupurnik szaroczuby
- Yuhina bakeri Rothschild, 1926 – czupurnik białokarkowy
- Yuhina flavicollis Hodgson, 1836 – czupurnik wąsaty
- Yuhina humilis (Hume, 1877) – czupurnik brązowy